# Reinos das Índias

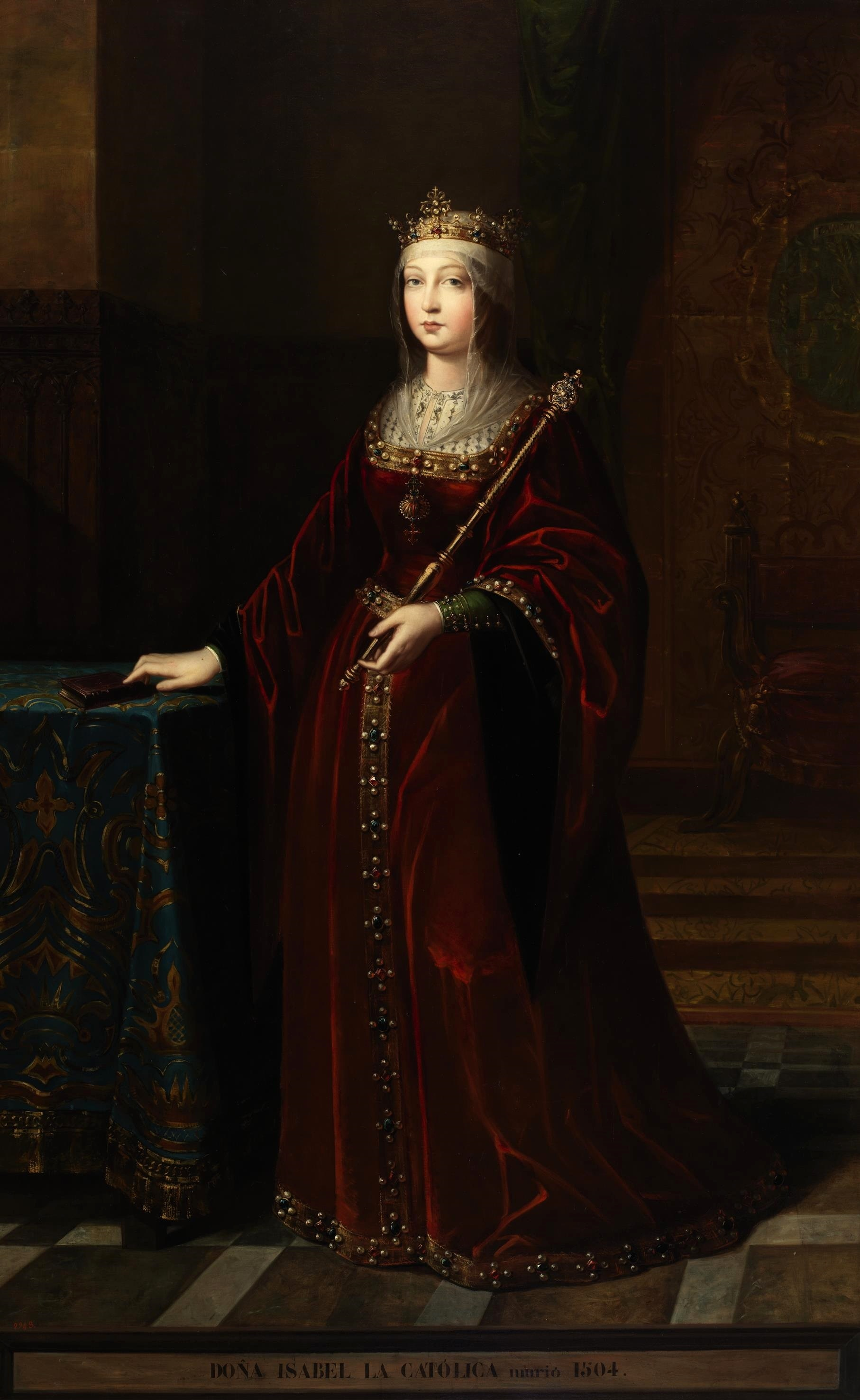
Isabel I de Castela, Rainha da Espanha e das Índias, apelidada a Católica.

Estandarte da Coroa de Castela.

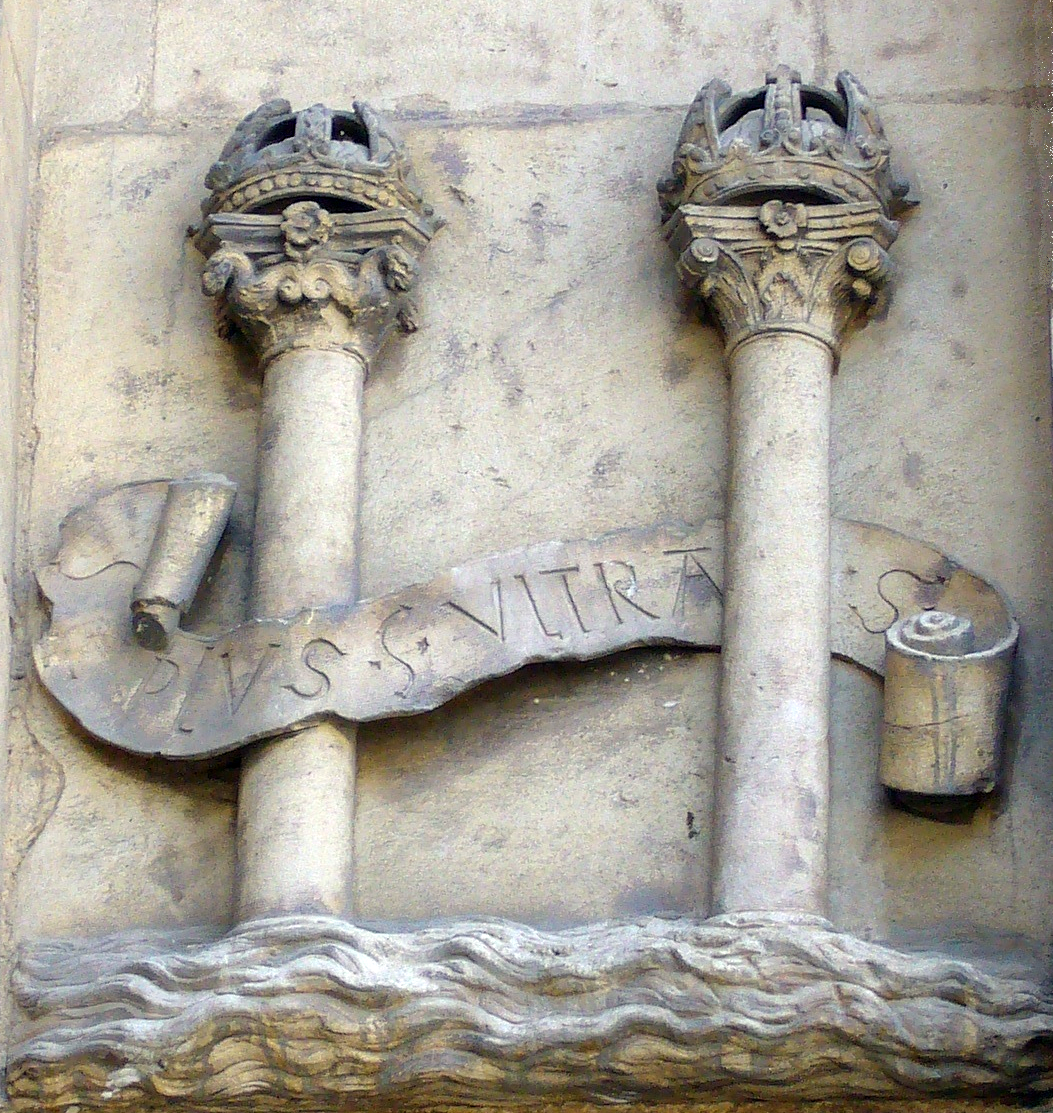
As Colunas de Hércules que simbolizavam o finisterre Atlántico da «mar océana» estabelecido no estreito de Gibraltar antes de 1492. O lema anterior ao descobrimento universal do Novo Mundo era Non Plus ultra, «nada máis aló», depois Colón trocou por Plus ultra, «existe un máis aló». Alguns historiadores modernos acreditam que o símbolo do dólar é este antigo emblema espanhol com a faixa posta em forma de S.

Reinos das Índias, de Indias ou reinos castelhanos das Índias são denominações das entidades políticas que se formaram na América Espanhola, os diversos territórios das "Ilhas e Terra Firme" incorporados juridicamente à Coroa de Castela depois do descobrimento e a conquista espanhola da América, e que desde então até a sua independência formaram parte das possessões dinásticas da Monarquia Espanhola. A utilização de diferentes denominações (como "reinos" ou "vice-reinados") não implicava de fato nenhum tipo de diferente condição jurídico-política dentro da organização administrativa da colonização espanhola da América.

## Origens
O fundamento jurídico da sua condição política baseia-se em uma doação pontifícia feita em favor dos Reis Católicos, a partir de uma solicitação deles mesmos, pelo Papa Alexandre VI. A Igreja, representando à cristandade, cede aos monarcas espanhóis os territórios descobertos e por descobrir no Novo Mundo. Os reinos das Índias passaram a ser então reinos distintos do reino de Castela, assim como o eram também outros reinos vinculados à coroa de Castela.
Dessa forma, os reinos castelhanos das Índias, que incluem os seus territórios por descobrir, serão reinos próprios da coroa de Castela, mas não do reino de Castela. De maneira que o reino de Castela converte-se em uma hierarquia administrativa superior mas não tem o domínio das Índias. Os reinos das Índias achavam-se em uma situação intermediária entre uma absoluta igualdade com Castela e uma total subordinação:
1. Não estavam unidos ao reino de Castela como Leão e Galícia, porque não participavam nas suas Cortes Legislativas e os seus administradores não foram membros do Conselho de Castela. Ainda que as Índias contassem com direito próprio especial, o indiano, e com organismos administrativos próprios, o Conselho das Índias.
2. Tampouco eram equivalentes aos reinos distintos ao de Castela, como Navarra e Aragão, porque não tiveram Cortes (senão um Conselho administrativo) nem um direito exclusivo (senão um próprio especial, mas não exclusivo, porque o direito de Castela aplicava-se subsidiariamente).

## Evolução histórica
Os Reis Católicos consideraram as Índias como patrimônio pessoal seu e, enquanto tal, dispuseram que à sua morte fosse incorporado à Monarquia. Assim, converteram-se em terras de reguengo. Depois o seu sucessor Carlos I desde 1519 declarou-as inalienáveis, de maneira que nunca pudessem se separar do reino de Castela, nem divididas em todo nem em parte, nem as suas cidades nem povoações.
Séculos mais tarde, a partir da segunda metade do século XVIII os territórios indianos perderam os seus organismos administrativos próprios que os caracterizavam, e segundo o vocabulário europeu adotado por Carlos III da Espanha, passará a se dar uso a Colônias. Desta forma no "Informe e plano de Intendências para Nova Espanha", elaborado por José Gálvez e o Vice-rei Teodoro de Croix em 1768, pretende-se uniformizar o governo destas grandes colônias com da sua metrópole. Sendo este o primeiro documento que se conhece no qual redefine-se com essas palavras a nova situação dos reinos casteláns de Indias.
Poucas décadas depois o fugaz Estatuto de Baiona de 1808 , que estabelece a José Bonaparte como rei das Espanhas e das Índias, e alguns anos depois a mesma Constituição espanhola de 1812, marcam o final da relação jurídica especial das Índias outorgada séculos antes pela própria legislação indiana. A constituição de 1812 termina suprimindo os reinos casteláns de Indias, e incorporando-os ao Reino das Españas, com a representação que lhes outorga a constituição.
Dessa forma o patrimônio americano e europeu da Monarquia Espanhola termina sendo afetado tanto pelo processo de independência hispano-americano, como pelo processo constituinte espanhol que vai paralelo, ambos processos darão lugar aos novos estados nacionais que se formam na Europa e América, e ambos processos pertencem ao período de Revolução Liberal.
| Reyes           | Vice-reinado                                      | Real Audiência |
| --------------- | ------------------------------------------------- | --- |
| Casa de Áustria | Vice-Reino da Nova Espanha                        | - Real Audiência de Santo Domingo - Real Audiência de México - Real Audiência de Guatemala - Real Audiência de Guadalajara - Real Audiência de Manila |
| Casa de Áustria | Vice-Reino do Peru                                | - Real Audiência de Panamá - Real Audiência de Lima - Real Audiência de Santa Fé de Bogotá - Real Audiência de Charcas (até 1776) - Real Audiência de Concepción (até 1965-1975) - Real Audiência de Quito - Real Audiência de Chile - Real Audiência de Buenos Aires (até 1776) - Real Audiência de Cuzco |
| Casa de Bourbon | Vice-Reino de Nova Granada (1717–1723; 1739–1810) | - Real Audiência de Santa Fé de Bogotá - Real Audiência de Quito - Real Audiência de Panamá - Real Audiência de Caracas |
| Casa de Bourbon | Vice-Reino do Rio da Prata (1776)                 | - Real Audiência de Buenos Aires - Real Audiência de Charcas |